# 萬嗣達
萬嗣達（16世紀—17世紀），字禺存，江西九江府德化縣人，明朝政治人物。

## 生平
萬嗣達是萬曆十九年（1591年）辛卯科江西鄉試舉人，四十年（1612年）授鳳陽知縣，上陳地方七件弊政，洞悉民間疾苦，任滿陞兵馬司指揮，出為思州知府，入祀地方名宦祠，陞雲南按察司副使、兵備瀾滄，不久告歸。他個性剛直，地方利病如建閘、修堤、革稅總不避嫌疑指出，為官清介，家居亦孝友，遵從父親萬衣教誨。

## 引用
1. 1 2  同治《【江西】德化縣志·卷三十二·人物志》：萬嗣達，字禺存，方伯衣之子，萬厯辛卯舉人，初任鳳陽縣令，累陞思州知府，崇祀名宦，轉陞雲南瀾滄道副使，隨告歸，達性鯁直，凡地方利病侃侃言之不避嫌疑，如建閘、修堤、革稅尤其大也，居官清介治，家孝友一遵父方伯之訓，子堯一以崇禎庚辰特用，累官工部主事，孫邦和以薦辟任大理知府。
2. ↑  光緒《鳳陽縣志·卷九·人物》：萬嗣達 江西德化籍德安人，萬厯四十年由舉人知鳳陽縣，勤於政事，志在保卹，條陳鳳陽七゙弊，悉民間疾苦，任滿陞兵馬指揮。